# Összetett ion
A kémiában az elektromos töltéssel rendelkező, több atomból álló anyagi  részecskéket összetett ionoknak nevezzük. Az összetett ionokat alkotó atomok kovalens kötéssel kapcsolódnak egymással. Az összetett ionok gyakran savakból és bázisokból keletkeznek, protonleadással vagy protonfelvétellel. Például az ammóniumion (NH+4) ammóniából keletkezik protonfelvétellel:
{\displaystyle \mathrm {NH_{3}+H^{+}\rightarrow NH_{4}^{+}} \,\!}
Az oxóniumion (H3O+) vízből protonfelvétellel:
{\displaystyle \mathrm {H_{2}O+H^{+}\rightarrow H_{3}O^{+}} \,\!}
A hidroxidion vízből protonleadással:
{\displaystyle \mathrm {H_{2}O\rightarrow OH^{-}+H^{+}} \,\!}

## Elnevezésük
Az (általában) bázisokból protonfelvétellel keletkező, pozitív töltésű összetett ionok neve -ium végződést kap:
- NH+4: ammóniumion
- H3O+: oxóniumion
- N2H2+6: hidrazóniumion
- CH3-NH+3: metil-ammónium-ion
- PH+4: foszfóniumion

Az oxosavakból protonleadással keletkező ionok -it vagy -át végződést kapnak, a központi atomjuk oxidációs száma alapján. Az ionok magasabb oxidációs szám esetén -át, alacsonyabb oxidációs szám esetén -it végződést kapnak.
- CO2−3: karbonátion
- SO2−3: szulfition (S-atom oxidációs száma: +4)
- SO2−4: szulfátion (S-atom oxidációs száma: +6)

Még alacsonyabb oxidációs számot a hipo-, még magasabb oxidációs számot a per- előtaggal fejezünk ki. A klór-oxosavakból származtatható összetett anionok elnevezése (illetve a kloridion):
| oxidációs szám | −1          | +1              | +3          | +5          | +7             |
| anion neve     | klorid      | hipoklorit      | klorit      | klorát      | perklorát      |
| összegképlet   | Cl−         | ClO−            | ClO−2       | ClO−3       | ClO−4          |
| szerkezet      | A kloridion | A hipoklorition | A klorition | A klorátion | A perklorátion |